# Аноета (стадіон)
«Аное́та» (ісп. «Anoeta») — легкоатлетично-футбольний спортивний стадіон у Сан-Себастьяні, Гіпускоа, Іспанія. Є домашньою ареною футбольного клубу «Реал Сосьєдад». Окрім футболу на стадіоні проводилися також матчі з регбі. Стадіон, відкритий 1993 року, вміщує 32 076 глядачів.